# Mitridacium
Mitridacium fue una antigua plaza fuerte de Asia Menor, situada en los confines de la Galacia y del Ponto.
Se levantaba en el país de los Troemes y en un principio perteneció al reino del Ponto, pero Pompeyo en el siglo I a. C. la cedió a Deyótaro.
Esta plaza fuerte se corresponde con la actual Hassein Abad